# Jeremias van Winghe
Jeremias van Winghe (Bruselas, 1578-Fráncfort del Meno, 1645) fue un pintor flamenco conocido por sus retratos, escenas de género, escenas de cocina y pinturas de bodegones. Después de formarse en Bruselas y Ámsterdam, estuvo principalmente activo en Fráncfort del Meno. 

## Vida
Jeremias van Winghe nació en Bruselas en 1578. Era hijo de Joos van Winghe, un artista que había estudiado en Italia y se había convertido en pintor de la corte de Alejandro Farnesio, duque de Parma. La familia van Winghe abandonó el sur de los Países Bajos en 1584, posiblemente debido a la represión española en ese momento. Se establecieron en Fráncfort del Meno. Jeremias van Winghe probablemente comenzó su aprendizaje con su padre.

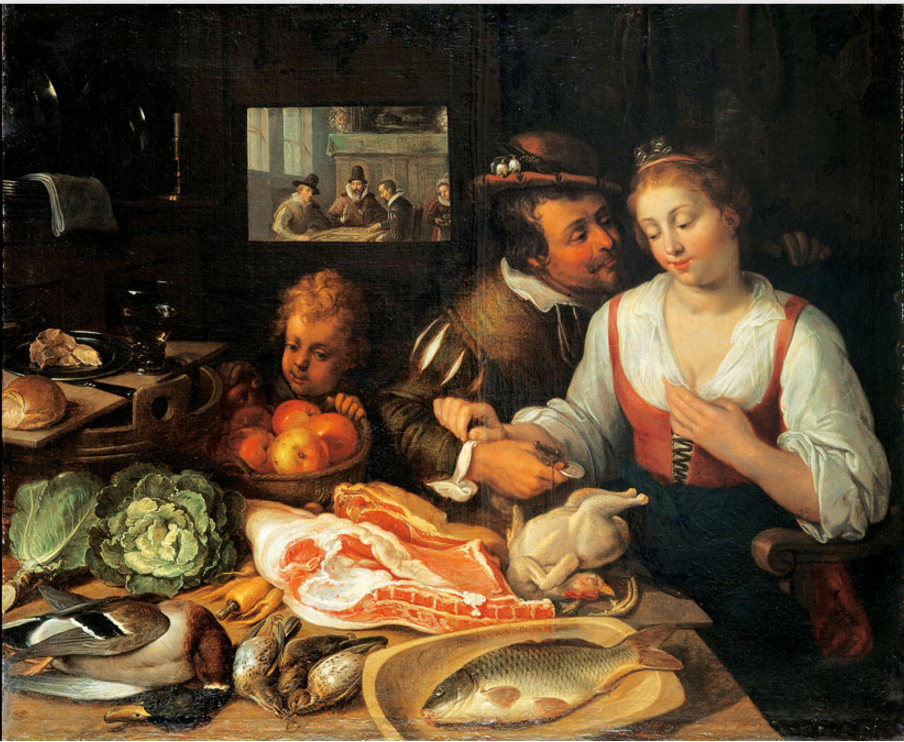
Escena de cocina, óleo sobre tela,68,6 x 52 cm. Museo de Historia de Fráncfort

Inicialmente se formó  como retratista. Cuando su padre murió en 1603, fue a estudiar con el pintor flamenco Frans Badens, que residía en Ámsterdam.
Después de pasar un tiempo en Italia, se estableció en Fráncfort del Meno. Además de los retratos, también pintó bodegones muy bien terminados y bellamente ejecutados, en un momento en que este tema aún estaba bastante inexplorado. Debe haber sido uno de los primeros artistas en introducir este tipo de pintura en Fráncfort. Al casarse con Johanna de Neufville, la hija de un joyero, en 1616, abandonó la pintura en gran medida para  trabajar en el negocio de su suegro. Regresó a la pintura más tarde, alrededor de 1640 y la ruptura de su actividad artística explica en parte la escasez de su obra conocida.

## Trabajo

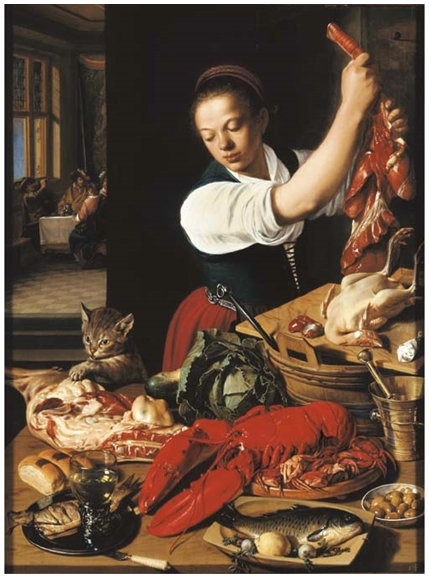
Interior de la cocina con una sirvienta preparando carne y caballeros bebiendo en una mesa al fondo

El trabajo de Jeremias van Winghe no es muy conocido. Comenzó su carrera realizando dibujos a pluma, pero luego se convirtió en un pintor de figuras y retratos. También fue un destacado pintor de bodegones y pintor de escenas de cocina. 
Un bodegón de cocina conservado en el Museo Histórico de Fráncfort, que está firmado y fechado 'IERAMIA. VAN.WINGE. FECIT.1613', es un trabajo clave para establecer una serie de atribuciones al artista, incluido el Interior de una cocina con una criada preparando carne y unos caballeros bebiendo en una mesa más allá.(Christie's, 8 de diciembre de 2004, lote 30). Ambas obras representan una mesa llena de comida. En el último cuadro, una sirvienta está ocupada en la cocina, mientras que en el fondo se ve una gran sala con dos hombres y mujeres sentados en una mesa, aparentemente bebiendo vino. En el cuadro de Frankfurt se muestra a una doncella apartando a un ansioso pretendiente que le ofrece una moneda de plata. A través de un ventanuco en la pared trasera, se puede ver a tres hombres sentados en una mesa jugando al backgammon. Estas escenas de cocina de van Winghe forman parte de la tradición de los bodegones de cocina y de mercado desarrolladas por Pieter Aertsen y Joachim Beuckelaer en Amberes en el siglo XVI. Como en los trabajos anteriores, van Winghe yuxtapone una suntuosa exhibición de productos alimenticios con una escena narrativa en el fondo. A través de las formas monumentales de la criada y los elementos dinámicos del bodegón, las escenas de su cocina muestran la familiaridad de van Winghe con obras de temática similar del pintor de bodegones barroco del siglo XVII Frans Snyders.

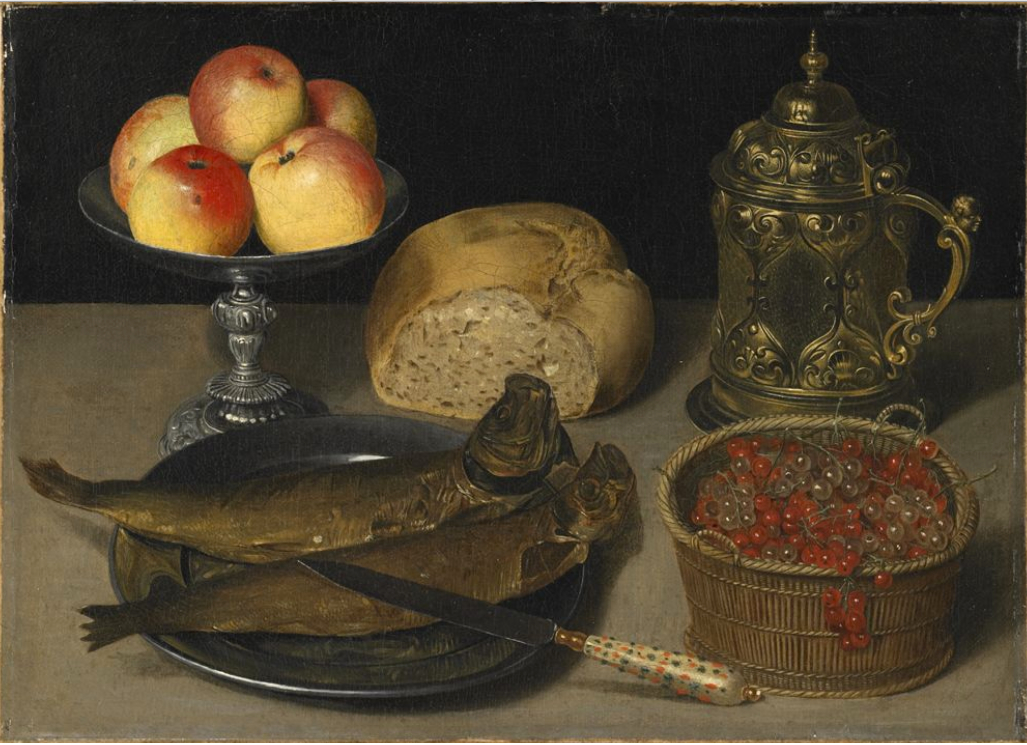
Naturaleza muerta

Otra especialidad de van Winghe fueron los bodegones tipo banquete. Un ejemplo es la composición Una copa de cristal en un portacopas de plata dorada, dulces en una taza de plata, langostinos en un plato (con fecha de 1607, subastado en Christie's el 5 al 6 de julio de 2007, Londres, lote 9). Este trabajo, que está firmado con las iniciales 'IVW', se había atribuido previamente a Jacob van Walscapelle. Esta composición muestra diversos objetos, que se han colocado cuidadosamente sobre una mesa y se iluminan sobre un fondo oscuro. En este trabajo, van Winghe demuestra su maestría técnica en la representación de diversos objetos, como una taza plateada con dulces, un portacopas alemán plateado con diseños de camaleones, cisnes y querubines, coronado por una copa de cristal medio llena, dos langostinos en un plato de plata, nueces, una manzana y una caja de madera, todo colocado sobre una mesa de mármol. Van Winghe muestra sus magníficas habilidades de observación en los pequeños detalles, como el reflejo de los langostinos en el plato, los camaleones que agarran el pie de la copa y el pequeño desperfecto en el borde de la mesa, siendo capaz de combinar estos elementos dispares en una composición armoniosa. Este tipo de naturaleza muerta no tenía un paralelo evidente en ese momento y parece prefigurar el trabajo de artistas como Osias Beert, Georg Flegel y Peter Binoit.  

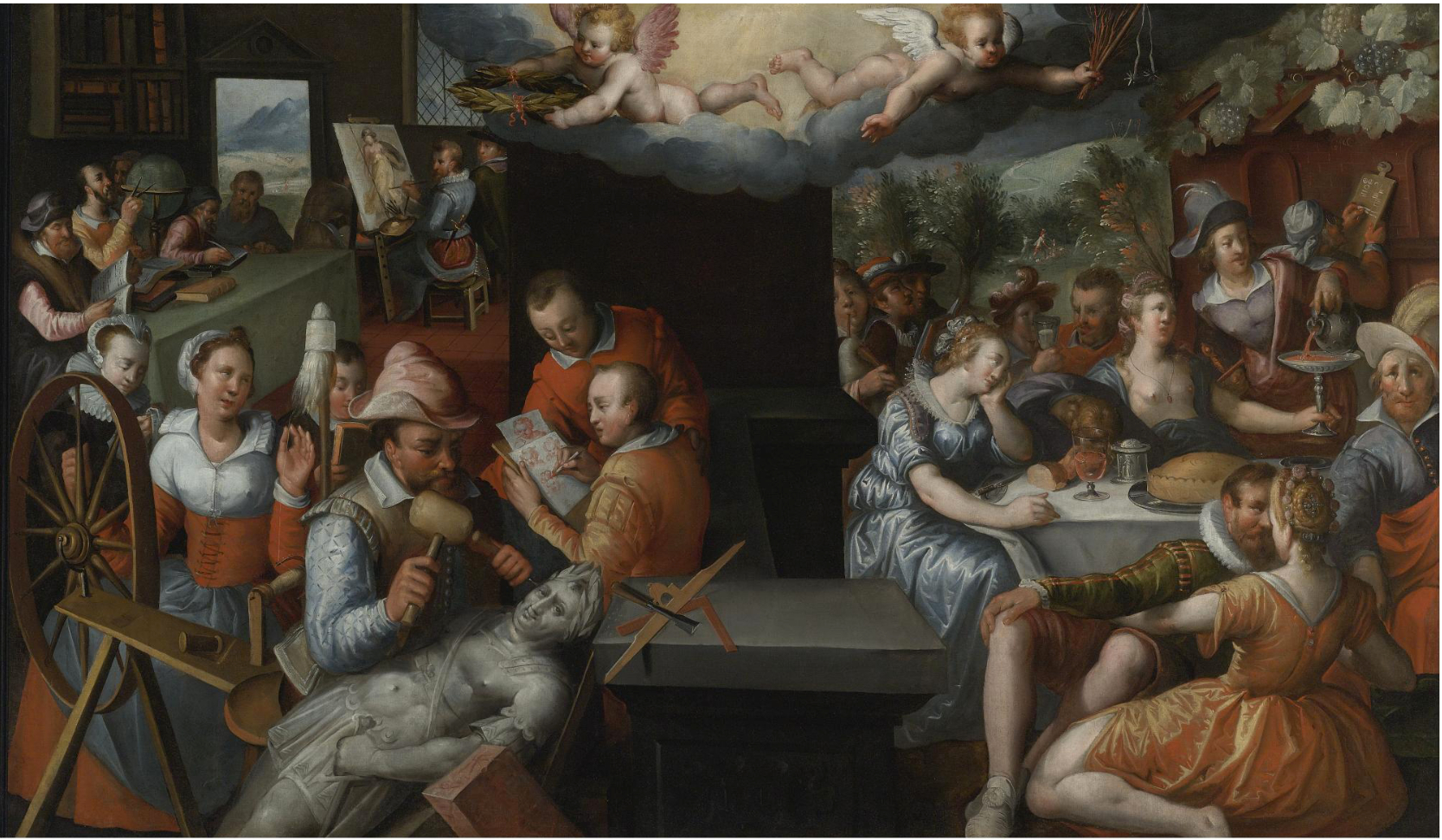
La glorificación del arte y la diligencia

A Van Winghe también se le ha atribuido una escena alegórica, que representa la virtud y el vicio, conocida como La glorificación del arte y la diligencia y el castigo de la gula y el placer terrenal (subastado en Sotheby's el 29-30 de enero de 2009, ciudad de Nueva York, lote 111). En esta composición, la Virtud está representada a la izquierda por varias personas involucradas en actividades productivas y académicas. Las artes se muestran en el centro a través de artistas trabajando, como un escultor que talla una estatua, dos hombres dibujando y un pintor en el caballete del fondo. El Vicio está representado a la derecha por una multitud de individuos codiciosos que beben alcohol, una mujer semidesnuda, música y grandes cantidades de comida. Una taza colocada en la mitad de la escena del Vicio le permite a van Winghe mostrar sus habilidades como pintor de bodegones. Dos ángeles que vuelan sobre sus cabezas encarnan las recompensas y los castigos que deben otorgarse a aquellos que son virtuosos o se entregan a actividades viciosas. 

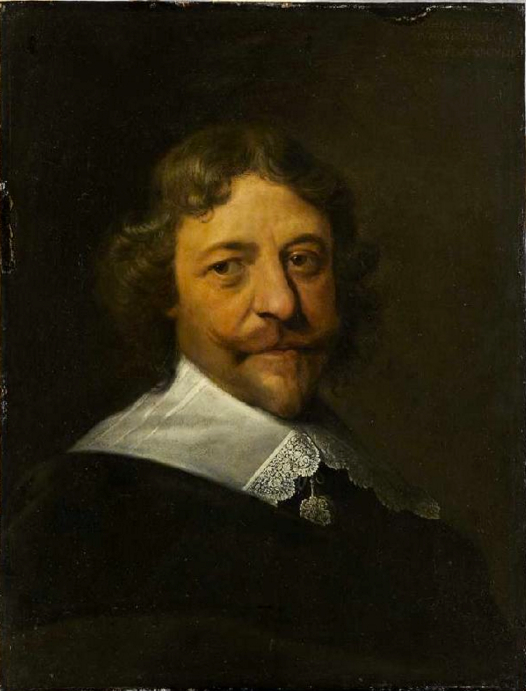
Retrato de Johann Maximilian zum Jungen

El trabajo en el retrato de Van Winghe es menos conocido. Se conocen cinco retratos salidos de sus manos. Se sabe que dos de estos retratos representan a una pareja, pero se desconoce su ubicación actual. También se ha atribuido a Jeremias van Winghe una pintura religiosa de la Crucifixión (en Roberts Simon).